# Paris Basketball 2023-2024
Questa voce raccoglie le informazioni riguardanti il Paris Basketball nelle competizioni ufficiali della stagione 2023-2024.

## Stagione
La stagione 2023-2024 del Paris Basketball è la 3ª nel massimo campionato francese di pallacanestro, la Pro A.

## Roster
Aggiornato al 17 marzo 2024.
| Paris Basketball 2023-24 | Paris Basketball 2023-24 |
| Giocatori                | Staff tecnico            |
| ------------------------ | ------------------------ |

| N. | Naz.                                                   | Ruolo | Nome               | Anno | Alt.   | Peso   |  |
| -- | ------------------------------------------------------ | ----- | ------------------ | ---- | ------ | ------ |  |
| 0  | Stati Uniti (bandiera) · Macedonia del Nord (bandiera) | P     | T.J. Shorts        | 1997 | 175 cm | 73 kg  |  |
| 1  | Stati Uniti (bandiera)                                 | AP    | Collin Malcolm     | 1997 | 201 cm | 91 kg  |  |
| 2  | Francia (bandiera)                                     | P     | Nadir Hifi         | 2002 | 185 cm | 82 kg  |  |
| 3  | Stati Uniti (bandiera)                                 | G     | Tyson Ward         | 1997 | 199 cm | 86 kg  |  |
| 5  | Francia (bandiera)                                     | AG    | Bandja Sy          | 1990 | 203 cm | 97 kg  |  |
| 6  | Germania (bandiera) · Francia (bandiera)               | C     | Michael Kessens    | 1991 | 205 cm | 103 kg |  |
| 7  | Cile (bandiera)                                        | G     | Sebastián Herrera  | 1997 | 193 cm | 89 kg  |  |
| 8  | Germania (bandiera)                                    | C     | Leon Kratzer       | 1997 | 211 cm | 110 kg |  |
| 9  | Francia (bandiera)                                     | A     | Gauthier Denis (C) | 1997 | 202 cm | 89 kg  |  |
| 10 | Francia (bandiera)                                     | P     | Mehdy Ngouama      | 1995 | 188 cm | 79 kg  |  |
| 12 | Francia (bandiera)                                     | AP    | Mohamed Diawara    | 2005 | 204 cm |        |  |
| 18 | Francia (bandiera)                                     | AC    | Enzo Shahrvin      | 2003 | 200 cm | 115 kg |  |
| 20 | Finlandia (bandiera)                                   | AG    | Mikael Jantunen    | 2000 | 203 cm | 100 kg |  |
| 23 | Stati Uniti (bandiera)                                 | GA    | Justin Simon       | 1996 | 196 cm | 98 kg  |  |
| 77 | Francia (bandiera)                                     | AG    | Maxim Logue        | 2005 | 205 cm |        |  |
| 92 | Francia (bandiera)                                     | GA    | Jean Noba          | 2005 | 188 cm |        |  |

| Allenatore |
| - Tuomas Iisalo                                                                                                |
| Assistente/i                                                                                                   |
| - Bienvenu Kindoki - Adrián Kovács - Julius Thomas Legenda - (C) Capitano - (IN) Inattivo - Infortunato Roster |

## Mercato

### Sessione estiva
| Acquisti | Acquisti          | Acquisti         | Acquisti   | Acquisti |
| R.a      | Nome              | da               | Modalità   |          |
| -------- | ----------------- | ---------------- | ---------- | -------- |
| P        | Nadir Hifi        | Le Portel        | svincolato |          |
| P        | T.J. Shorts       | Telekom Bonn     | svincolato |          |
| G        | Sebastián Herrera | Telekom Bonn     | svincolato |          |
| G        | Tyson Ward        | Telekom Bonn     | svincolato |          |
| AP       | Collin Malcolm    | Telekom Bonn     | svincolato |          |
| AG       | Mikael Jantunen   | Universo Treviso | svincolato |          |
| AG       | Bandja Sy         | Metropolitans 92 | svincolato |          |
| AC       | Enzo Shahrvin     | Pau-Lacq-Orthez  | svincolato |          |
| C        | Michael Kessens   | Telekom Bonn     | svincolato |          |
| C        | Leon Kratzer      | Telekom Bonn     | svincolato |          |

| Cessioni | Cessioni           | Cessioni         | Cessioni       | Cessioni |
| R.       | Nome               | a                | Modalità       |          |
| -------- | ------------------ | ---------------- | -------------- | -------- |
| P        | Tyrone Wallace     | Türk Telekom     | fine contratto |          |
| PG       | Amar Gegić         | Metropolitans 92 | fine contratto |          |
| G        | Kyle Allman        | Darüşşafaka      | fine contratto |          |
| G        | Juhann Begarin     | Nanterre 92      | fine contratto |          |
| G        | Chris Goulding     | Melbourne United | fine contratto |          |
| G        | Kevan Moreno       | Le Havre         | fine contratto |          |
| GA       | Killian Malwaya    | Évreux           | prestito       |          |
| AP       | Axel Toupane       | Metropolitans 92 | fine contratto |          |
| AG       | Aamir Simms        | Reyer Venezia    | fine contratto |          |
| AC       | Jeremy Evans       | Al Manama        | fine contratto |          |
| C        | Maël Hamon-Crespin | Saint-Chamond    | fine contratto |          |
| C        | Ismaël Kamagate    | Olimpia Milano   | fine contratto |          |

### Dopo l'inizio della stagione
| Acquisti | Acquisti      | Acquisti      | Acquisti        | Acquisti   |
| R.       | Nome          | da            | Data            | Modalità   |
| -------- | ------------- | ------------- | --------------- | ---------- |
| P        | Mehdy Ngouama | Free agent    | 13 ottobre 2023 | svincolato |
| GA       | Justin Simon  | Bnei Herzliya | 1 dicembre 2023 | svincolato |

| Cessioni | Cessioni        | Cessioni | Cessioni        | Cessioni |
| R.       | Nome            | a        | Data            | Modalità |
| -------- | --------------- | -------- | --------------- | -------- |
| A        | Mohamed Diawara | Poitiers | 5 febbraio 2024 | prestito |